# Gueskerou
Gueskerou este o comună rurală din departamentul Diffa, regiunea Diffa, Niger, cu o populație de 28.948 de locuitori (2001).